# Darabani, Constanța
Darabani (în trecut Daulchioi, în turcă Davulköy) este un sat ce aparține orașului Negru Vodă din județul Constanța, Dobrogea, România.
 Acest articol despre o localitate din județul Constanța este deocamdată un ciot. Puteți ajuta Wikipedia prin completarea lui.